# Museo archeologico di Frosinone
Il Museo archeologico comunale di Frosinone è uno dei musei civici più importanti dell'omonima provincia.
È situato nel centro storico di Frosinone, nella parte più alta della città, fra i vicoli che fanno da cornice alla cattedrale di Santa Maria Assunta, da dove svetta l'antico campanile al quale su può accedere con delle visite guidate, organizzate dal museo.
Il museo, che custodisce importanti reperti archeologici, fu aperto al pubblico nel 1994 allorché bisognava sistemare una rilevante quantità di reperti emersi da scavi coevi nel territorio comunale e nel quartiere De Matthaeis, tra l'altro molto cresciuti negli ultimi anni.
Il museo è diviso in 3 sezioni:
- Preistoria e Protostoria: importanti reperti del paleolitico e oggetti domestici e vasellame dell'età del ferro.
- Età arcaica: vari resti volsci, ernici ed etruschi provenienti da tutta la provincia.
- Età romana: espone la storia dell'antica Frusino e le testimonianze archeologiche relative (in particolar modo gli studi relativi all'anfiteatro rinvenuto lungo le rive del fiume Cosa).

## Descrizione generale
Il Museo Archeologico Comunale di Frosinone è stato istituito con delibera di Giunta del 18 gennaio 1972, ed è stato progettato e realizzato nel 1993 e ufficialmente aperto al pubblico il 9 aprile del 1994.
La sede del Museo è in un piccolo palazzo inglobato in un più vasto complesso edilizio che, sotto lo Stato Pontificio, ospitava la sede del Governo di Frosinone.
Le raccolte, suddivise in vari depositi e riunificate a seguito di una lunga opera di ricerca e riacquisizione, sono in prevalenza costituite da nuclei di materiali provenienti dalla città e dal territorio circostante, cronologicamente compresi dal periodo preistorico fino all'Età romana imperiale. Oggi nuovi documenti continuano ad incrementare i nuclei già in dotazione del Museo, grazie ad acquisizioni da privati, a rinvenimenti casuali ma anche ad ulteriori indagini presso l'Anfiteatro, il Ponte della Fontana, la Tomba Sant'Angelo e il Campanile di Santa Maria, già in parte attualmente fruibili come punti di visita esterni al Museo.
Negli ultimi anni, scavi in zona Fontanelle e in zona De Matthaeis hanno dato moltissimo all'archeologia del periodo pre-romano, in particolare per la storia dei volsci, e presto si spera di restaurare,ampliando il museo,così da poter offrire al pubblico i nuovi reperti emersi durante gli scavi.
Oltre alle sale espositive principali l'allestimento museale comprende uno spazio riservato alle esposizioni temporanee (Sala IV), una Saletta audiovisivo, predisposta per lo svolgimento di attività didattiche, e uno Spazio iniziale di orientamento, destinato ad illustrare la logica espositiva del Museo e ad agevolare l'itinerario di visita.

## Le sale

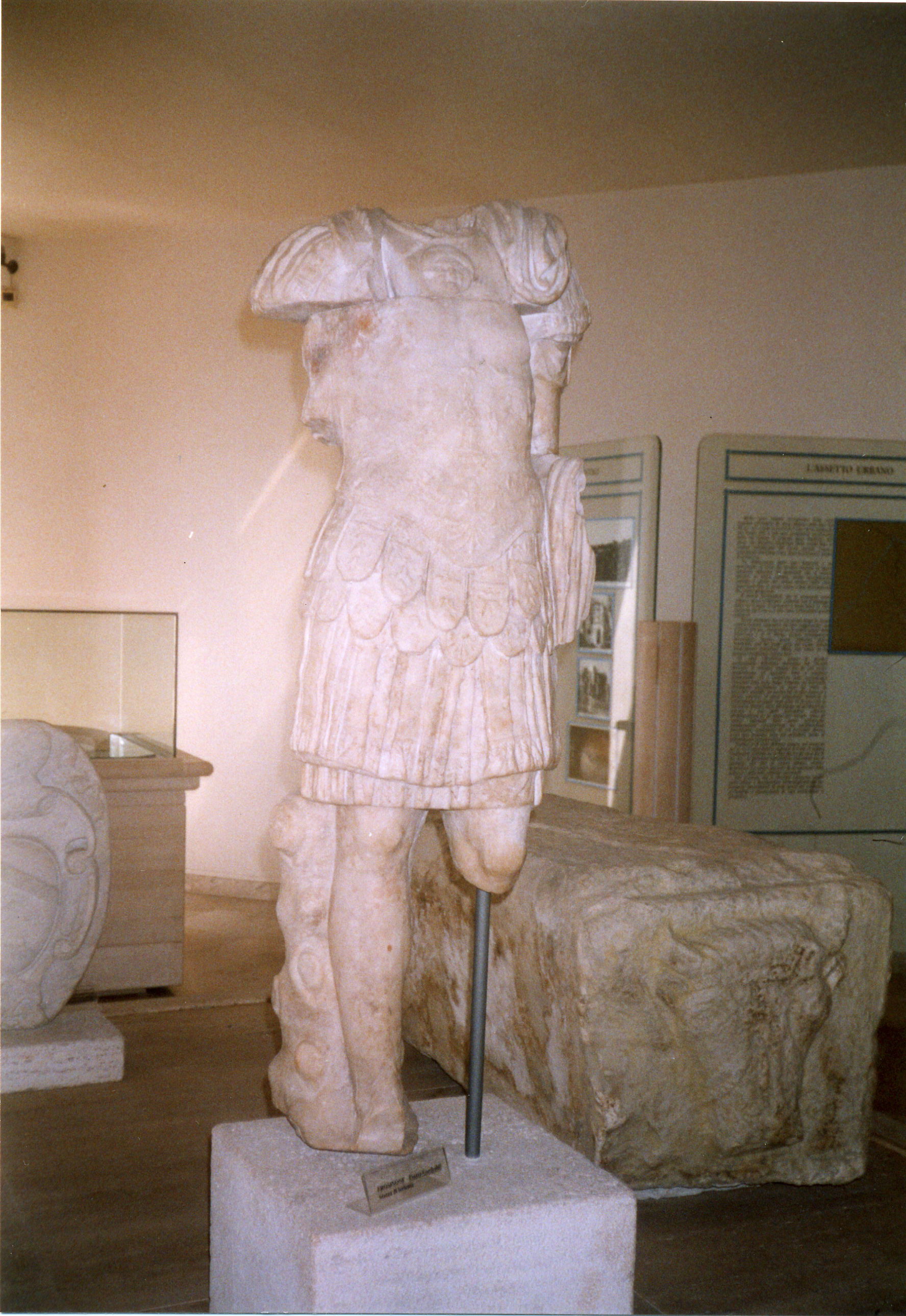
Statua romana

### Sala I. Preistoria e Protostoria
I manufatti in calcare e selce rinvenuti presso la collina di Selva dei Muli, rilievo isolato nella pianura ad ovest di Frosinone, documentano le prime tracce di frequentazione del territorio risalenti al Paleolitico inferiore (circa 250.000 anni fa). Durante l'Eneolitico (III millennio e secoli iniziali del II) si sviluppa, sempre nei pressi di Selva dei Muli, un esteso villaggio di capanne. La ceramica rinvenuta nel villaggio è prevalentemente di impasto grossolano, spesso con squame sovrapposte e cordoni a rilievo; più rara l'attestazione di vasi con pareti sottili, talora decorati da motivi geometrici. La presenza di elementi di falcetti e di macine in pietra lavica indizia la pratica dell'agricoltura, i resti di faune e le numerose punte di freccia in selce indicano forme di sussistenza basate soprattutto sull'allevamento del maiale e sulla caccia al cervo.
Il passaggio dalla Preistoria alla Protostoria, connotato dalla formazione di insediamenti stabili e duraturi e dal configurarsi di società più complesse, è documentato a Frosinone da diverse presenze archeologiche. Numerosi e significativi i reperti riferibili all'Età del bronzo finale (XII-X secolo a.C.): in questo periodo, come dimostra il vasellame ceramico e gli utensili fittili rinvenuti nei pressi del viadotto Biondi, si registra l'occupazione della parte più alta e maggiormente difendibile del colle sul quale si svilupperà anche la città romana. Con l'Età del ferro, nell'ambito della quale avviene il passaggio dalla Protostoria alla Storia propriamente detta, le evidenze archeologiche di Frosinone si distribuiscono su gran parte dell'area urbana odierna, indicando forme di insediamento diffuse, sia sui rilievi intermedi che nella zona a valle attraversata dal fiume Cosa. Particolarmente rilevanti e significativi i rinvenimenti effettuati nei siti di Fraginale e Fontanelle, occupati in modo stabile fin dal IX secolo a.C.: il vasellame da mensa e da fuoco, i fornelli per la cottura dei cibi, gli utensili fittili per la tessitura e la filatura della lana documentano le attività domestiche, mentre quelle artigianali, come la lavorazione del ferro e della ceramica, sono indiziate dalle scorie di fusione e dai resti di fornaci per la cottura dei vasi.

### Sala II. Età arcaica
Nel corso del VII secolo a.C. alcune delle zone che hanno restituito materiali riferibili a contesti di abitato subiscono un radicale cambiamento di funzione, denotato dal rinvenimento di tombe che tagliano la stratificazione precedente: sono queste le prime tracce di un'infiltrazione dall'esterno che sembrano preannunciare la successiva e piena occupazione volsca del sito.
I Volsci, estranei al sostrato originario del territorio laziale e forse provenienti dalla zona centro-appenninica, costituiscono a tutt'oggi una delle popolazioni preromane meno indagate sul piano archeologico: i corredi funerari di Frosinone compresi tra la fine del VI e il V secolo a.C., attribuibili all'insediamento stabile dei Volsci, rivestono pertanto un particolare interesse. Gli elementi che compongono tali corredi, trovati in tombe del tipo a fossa con copertura a tegoloni di terracotta o a cassa formata da lastre di pietra, consistono soprattutto in vasellame ceramico da mensa o da cucina: scodelle e brocche per il consumo dei cibi e delle bevande, olle per la conservazione o la cottura degli alimenti. Presenti anche alcuni vasi miniaturistici dalla funzione non reale ma simbolica, forse legata ai riti funerari, e, in un caso, armi in ferro, che segnalano in genere individui-guerrieri di rango socialmente elevato. I dati di Frosinone collegabili al processo di infiltrazione e di occupazione volsca, si integrano con una serie di testimonianze archeologiche provenienti da altri siti del Lazio meridionale interno (Boville Ernica, Patrica, San Giorgio a Liri). Si tratta in particolare di armi, oggetti di ornamento personale e ceramiche databili a partire dalla fine del VII secolo a.C., fortemente caratterizzati dal punto di vista tipologico e indicativi di una certa cultura materiale distinta da quella attestata per la parte del Lazio storicamente occupata dai Latini. Altro elemento di grande interesse è l'Antefissa Valle, rinvenuta nel 1926 in via Ferrarelli. Il pezzo, che raffigura una testa femminile databile agli ultimi decenni del VI secolo a.C., doveva appartenere alla decorazione in terracotta del tetto forse di un tempio di tipo etrusco-italico. L'antefissa, di cui è esposta la riproduzione al vero, attesta per i suoi tratti stilistici la precoce penetrazione verso il meridione, lungo la via interna della valle del Sacco, di modelli e artigiani provenienti dall'area etrusca.

### Sala III. Età romana
Agli ultimi anni del IV secolo a.C. risalgono le prime notizie storiche concernenti Frusino, tramandate da Tito Livio e da Diodoro Siculo: dopo aver spinto i confinanti Ernici alla rivolta contro Roma i Frusinates, decurtati di un terzo del loro territorio, cadono definitivamente nell'orbita romana, forse con la condizione di cittadini senza diritto di voto e amministrati da praefecti nominati dal pretore urbano. Per il periodo che segna la trasformazione di Frusino da insediamento volsco a centro romano i documenti archeologici attestano l'esistenza di una committenza agiata che utilizza manufatti di lusso importati da altri centri e prodotti raffinati di gusto ellenizzante, come è il caso degli specchi in bronzo e delle ceramiche provenienti da contesti funerari databili a partire dall'inoltrato IV secolo a.C. Molto poco rimane attualmente della città romana, circondata da mura almeno dalla fine del III secolo a.C., come si ricava da Livio che le menziona per l'anno 202, e attraversata dalla via Latina, che doveva superare il Cosa passando sul ponte in località Mola Nuova, dove, tra la fine del I e l'inizio del II secolo d.C., si colloca l'anfiteatro. Le strutture superstiti del monumento, gravemente alterato da interventi moderni e di cui il Museo espone un plastico ricostruttivo, appartengono alla sostruzione della cavea, la parte destinata agli spettatori forse costituita, a Frosinone, da un unico ordine di gradinate. Alle estremità dell'asse maggiore dell'edificio, dalla tipica forma ellittica, si aprivano gli ingressi principali all'arena, lo spazio centrale in cui si svolgevano i munera (lotte tra gladiatori) e le venationes (combattimenti con fiere). La realizzazione dell'anfiteatro e le altre testimonianze archeologiche pervenuteci, come la tomba in località Sant'Angelo e le sculture in marmo trovate presso piazza Garibaldi, sono indici dello svolgersi di impegnative attività a carattere edilizio e ornamentale. Tali attività, sia pubbliche che private, dimostrano che Frusino, ricordata in una delle Satire di Giovenale come luogo tranquillo e gradevole, dovette mantenere una certa vitalità ancora in epoca imperiale.